# سيدني رايس
سيدني رايس (بالإنجليزية: Sidney Rice)‏ هو لاعب كرة قدم أمريكية أمريكي، ولد في 1 سبتمبر 1986 في جافني في الولايات المتحدة.

## وصلات خارجية
- سيدني رايس على موقع مرجع كرة القدم المحترفة.كوم (الإنجليزية)